# Курцев, Анатолий Иванович
Анатолий Иванович Курцев — советский государственный и политический деятель, председатель Костромского областного исполнительного комитета.

## Биография
Член ВКП(б) с 1942 года.
На общественной и политической работе — директор Мелекесского льнокомбината Ульяновской области, директор Костромского льнокомбината имени В. И. Ленина, заместитель председателя СНХ Костромского экономического административного района, председатель Исполнительного комитета Костромского промышленного областного Совета.
Избирался депутатом Верховного Совета РСФСР 6-го созыва. Делегат XX съезда КПСС.